# Trichocerca
Trichocerca är ett släkte av hjuldjur som beskrevs av de Lamarck 1801. Trichocerca ingår i familjen Trichocercidae.

## Dottertaxa tillTrichocerca, i alfabetisk ordning[1][2]
- Trichocerca abilioi
- Trichocerca agnatha
- Trichocerca antilopaea
- Trichocerca arctica
- Trichocerca artmanni
- Trichocerca bambekei
- Trichocerca barsica
- Trichocerca bicristata
- Trichocerca bicurvicornis
- Trichocerca bicuspes
- Trichocerca bidens
- Trichocerca bilunaris
- Trichocerca brachydactyla
- Trichocerca brachyura
- Trichocerca braziliensis
- Trichocerca brevidactyla
- Trichocerca brevistyla
- Trichocerca calypta
- Trichocerca capucina
- Trichocerca caspica
- Trichocerca catellus
- Trichocerca cavia
- Trichocerca chattoni
- Trichocerca cimolia
- Trichocerca collaris
- Trichocerca compressa
- Trichocerca cryptodus
- Trichocerca cuspidata
- Trichocerca cylindrica
- Trichocerca dixonnuttalli
- Trichocerca edmondsoni
- Trichocerca elongata
- Trichocerca euodonta
- Trichocerca flagellata
- Trichocerca flava
- Trichocerca gillardi
- Trichocerca gracilis
- Trichocerca harveyensis
- Trichocerca helminthodes
- Trichocerca heterodactyla
- Trichocerca hollaerti
- Trichocerca iernis
- Trichocerca inermis
- Trichocerca insignis
- Trichocerca insolens
- Trichocerca insulana
- Trichocerca intermedia
- Trichocerca jobloti
- Trichocerca kostei
- Trichocerca lata
- Trichocerca longiseta
- Trichocerca longistyla
- Trichocerca lophoessa
- Trichocerca macera
- Trichocerca maior
- Trichocerca marina
- Trichocerca microstyla
- Trichocerca minuta
- Trichocerca mollis
- Trichocerca mucosa
- Trichocerca mucripes
- Trichocerca multicrinis
- Trichocerca murchiearum
- Trichocerca mus
- Trichocerca musculus
- Trichocerca myersi
- Trichocerca nitida
- Trichocerca obtusidens
- Trichocerca orca
- Trichocerca ornata
- Trichocerca pediculus
- Trichocerca plaka
- Trichocerca platessa
- Trichocerca porcellus
- Trichocerca pusilla
- Trichocerca pygocera
- Trichocerca rattus
- Trichocerca rectangularis
- Trichocerca ripli
- Trichocerca rosea
- Trichocerca rotundata
- Trichocerca rousseleti
- Trichocerca ruttneri
- Trichocerca scipio
- Trichocerca sejunctipes
- Trichocerca siamensis
- Trichocerca similis
- Trichocerca simoneae
- Trichocerca stylata
- Trichocerca sulcata
- Trichocerca taurocephala
- Trichocerca tenuidens
- Trichocerca tenuior
- Trichocerca tigris
- Trichocerca uncinata
- Trichocerca unidens
- Trichocerca valga
- Trichocerca wanarra
- Trichocerca vargai
- Trichocerca vassilijevae
- Trichocerca weberi
- Trichocerca vernalis
- Trichocerca voluta